# Vasyl Khmeluk
Vasyl Khmeluk (en ukrainien : Василь Хмелюк) est un artiste peintre ukrainien et français né le 31 juillet 1903 à Berezivka en Ukraine et mort le 1er novembre 1986 à Paris. C'est un peintre expressionniste et un poète.

## Biographie
Né le 31 juillet 1903 en Ukraine, Vasyl Khmeluk est diplômé de l’Académie des Beaux-Arts de Cracovie.
À Paris, il est arrivé en 1928 et a participé à de nombreuses expositions. Son travail a été remarqué par d'éminents collectionneurs, tels que Ambroise Vollard et Ivan Chtchoukine. Dans les années 1930, ses peintures ont été exposées en Angleterre, en Italie et en Suisse. À partir de 1943, ce peintre a travaillé avec la galerie Durand-Ruel, qui a organisé pour lui des expositions à Paris et New York.
Les œuvres de Vasyl Khmeluk sont représentées dans plusieurs musées nationaux comme le Musée d'Art moderne de Paris et le Musée de l'Orangerie, ainsi que dans le Musée des Beaux-Arts de Lucerne.
Trois livres de Khmeluk ont été publiés à Prague : Instinct (1926), Le soleil d'automne (1928) et 1926, 1928, 1923 (1928).
Vasyl Khmeluk est mort à Paris le 1er novembre 1986.

## L'œuvre
Khmeluk préférait peindre des paysages et des natures mortes, mais aussi des portraits, principalement de jeunes femmes, d'enfants et de clowns. Pour sa peinture de paysage, il était attiré par le sud de la France et la Bretagne. Il s'est également passionné pour les rives pittoresques de la Loire et du Val d'Or. Par ailleurs, Paris lui a offert des sujets sur les quais de la Seine et à Montmartre. Il n'a abordé qu'occasionnellement des sujets religieux tels que les représentations du Christ.
La peinture de Khmeluk se caractérise par un coup de pinceau vigoureux, l'application d'empâtements de peinture et une palette assez sombre. Les traits expressionnistes de ses peintures se rapprochent de ceux des fauves, particulièrement l'œuvre de Maurice de Vlaminck. Avec une simplification du figuratif, Khmeluk privilégie l'expressivité de la couleur. Les dessins sont réalisés dans les styles futuriste et surréaliste. Les poèmes de l'artiste sont également surréalistes et dadaïstes.

## Œuvres (sélection)
- Jeune femme, 1935
- Modèle, 1935
- Portrait de Walter Minnich, non daté[6]
- Soirée dans le sud, 1940
- Nature morte, 1940
- Clown en bleu, 1949
- Paysage sur la mer, 1949
- Concert, 1951

## Publications
- Vasyl Khmeluk - RKD
- Encyclopédie de l'Ukraine moderne[7].
- Vasyl Khmeluk : dossier d'artiste : étude de photographies et reproductions d'œuvres d'art avec documentation d'accompagnement 1930?-1990. Compilé par le personnel du Museum of Modern Art, New York[8].
- Encyclopédie des études ukrainiennes : [en 11 vol.] / Société scientifique Shevchenko ; Ed. Prof., Dr Vladimir Kubiyovych, Paris — New York : Jeune vie, 1955-1995.
- Vasyl Khmeluk. Coordonnées. Anthologie de la poésie ukrainienne moderne en Occident. - New York, 1968. T. 1. S. 198.
- Kochubey Y. Rencontres avec Vasyl Khmeluk // Art de la diaspora ukrainienne. Noms renvoyés. K., 1998. VIP. 1. P. 353-358.
- Skala-Starytsky M. Vasyl Khmelyuk // Voie de la libération, 1967. Livre. 7/8. P. 953-956.
- Skofenko A. Strokes à la biographie de l'artiste Vasyl Khmelyuk // Rodovid. 1994. - 9. P.15-16, 94.
- Fedoruk O. Vasyl Khmelyuk - un maître exceptionnel de la couleur // Art de la diaspora ukrainienne. Noms renvoyés. K., 1998. Vip.1. P. 130-147.
- Fedoruk O. Khmelyuk de Paris // Ukraine, 1991. 4. 22-24.
- Fedoruk O. Khmelyuk - poète // Parole et temps. 1993. 7. 56-63.